# KakaoTalk
KakaoTalk (hangul: 카카오 톡), ou às vezes chamado de KaTalk, é um aplicativo móvel gratuito de mensagens instantâneas para smartphones com recursos de texto e chamadas gratuitas, operado pela Kakao Corporation. Foi lançado em 18 de março de 2010 e atualmente o software está disponível para iOS, Android, Bada, BlackBerry, Windows Phone, Nokia Asha, Windows NT e macOS. O KakaoTalk foi o primeiro mensageiro móvel a adquirir a certificação ISO 27001.
Em maio de 2017, o KakaoTalk possuía 220 milhões de usuários registrados e 49 milhões de usuários ativos mensais. Está disponível em 15 idiomas. O aplicativo também é usado por 93% dos proprietários de smartphones na Coreia do Sul, onde é o aplicativo de mensagens número um.

## Funções
Além de chamadas e mensagens gratuitas, os usuários podem compartilhar fotos, vídeos, mensagens de voz, localização, links de URL e informações de contato. As conversas individuais e em grupo estão disponíveis por Wi-Fi, 3G ou LTE, e não há limites para o número de pessoas em um bate-papo em grupo.
O aplicativo sincroniza automaticamente a lista de contatos do usuário em seus smartphones com a lista de contatos do aplicativo para encontrar amigos que estão no serviço. Os usuários também podem procurar amigos pelo KakaoTalk ID sem precisar saber seus números de telefone. O serviço KakaoTalk também permite que seus usuários exportem suas mensagens e as salvem.
O KakaoTalk começou como um serviço de mensagens, mas se tornou uma plataforma para a distribuição de vários conteúdos e aplicativos de terceiros, incluindo centenas de jogos, que os usuários podem baixar e jogar com seus amigos através da plataforma de mensagens. Através do recurso "Plus Friend", os usuários podem acompanhar marcas, mídia e celebridades a fim de receber mensagens exclusivas, cupons e outras informações em tempo real nas salas de chat do KakaoTalk. Os usuários também podem comprar produtos da vida real através da plataforma "Gifting" do messenger.
Além dos listados acima, o aplicativo possui os seguintes recursos adicionais:
- VoiceTalk: chamadas gratuitas e chamadas em conferência (com suporte para até cinco pessoas).
- Compartilhamento de fotos, vídeos, localização e informações de contato.
- Recurso de votação e agendamento para membros da sala de bate-papo.
- K-pop e amigos locais (mais amigos).
- Walkie-talkie
- Temas personalizáveis (para iOS e Android).
- Plataforma de jogos
- Adesivos e emoticons animados.
- Plus Mate: você pode adicionar sua marca, celebridade ou mídia favorita como amigo para receber uma variedade de conteúdos e benefícios.[7]
- KakaoPay (para usuários sul-coreanos): um serviço de pagamento móvel e carteira digital.
- Abrir sala de bate papo.
- Kakao Friends: serviço de emoticons.
- Kakao AllimTalk: lançado em setembro de 2015, permite às empresas enviar mensagens intensas em dados, sem precisar adicionar destinatários como amigos no KakaoTalk.
- Item Store: um local onde você pode comprar temas, emoticons e stickons usando a moeda do Kakao, "choco".
- KakaoStyle

## Modelo de negócios da empresa
O KakaoTalk, um aplicativo gratuito para mensagens móveis para smartphones, revelou seus primeiros lucros de US$ 42 milhões em 2012 e US$ 200 milhões em receita para 2013. Com 93% da população da Coreia do Sul usando o KakaoTalk em seus smartphones, a Kakao Corp. forneceu aos usuários uma grande variedade de serviços, incluindo jogos e comércio varejista.

## Vigilância governamental
Após críticas à resposta do governo sul-coreano ao desastre da balsa de Sewol, as autoridades coreanas anunciaram uma "política de tolerância zero", que envolvia a investigação e a detenção de indivíduos considerados propagadores de difamação na internet. Alguns usuários do KakaoTalk receberam avisos de que suas contas haviam sido pesquisadas pelas autoridades sul-coreanas. A apreensão gerada sobre a vigilância do governo, levou muitos usuários do KakaoTalk a migrarem para outros serviços de mensagens, como o Telegram, que eles acreditam serem mais seguros. Atualmente, existem diversas opções de bate-papo, como dos tipos aberto, regular e também secreto.

## API do KakaoTalk
O KakaoTalk disponibilizou sua API da plataforma para os desenvolvedores, que no momento suporta iOS, Android, REST e Javascript. Atualmente, a API baseada em administração de usuários e a API baseada em envio estão disponíveis, e a API analítica está planejada para seu lançamento.

## Influência

### Cultura local
Uma sala de bate-papo solitária é uma espécie de sala de bate-papo aberta, onde muitas pessoas anônimas se reúnem para conversar sobre tópicos específicos e se comunicam com imagens sem usar texto ou emoticons. Em outras palavras, está criando uma história apenas com imagens. Salas de bate-papo semelhantes surgiram como uma sala de bate-papo aberta que troca fotos de comida sem uma palavra, que tornaram-se populares. Com a popularidade do tema das celebridades nas "salas de bate-papo solitárias", os mesmo entraram nas salas de bate-papo.

### Internacional
Disponível em quinze idiomas e usado em mais de 130 países, o KakaoTalk também está evoluindo como uma ferramenta útil para a comunicação global.
Em 26 de julho de 2011, a Kakao Corp. estabeleceu a Japanese Corp., Kakao Japan e nomeou Cha-Jin Park como representante. De acordo com funcionários da empresa, o aplicativo parece ser usado ativamente no Japão. Quando um forte terremoto atingiu o Japão em 11 de março de 2011, o tráfego de mensagens do KakaoTalk no país aumentou quando milhões de pessoas procuraram confirmar a segurança de amigos e familiares. O KakaoTalk teve um papel importante como método de comunicação baseado em rede de dados; substituiu com êxito as redes com fio e sem fio desativadas e ajudou a conectar os atingidos por desastres.
O KakaoTalk tem como alvo países do sudeste da Ásia, onde não existe serviço de mensagens móvel dominante, com isso está formando parcerias estratégicas em países como Malásia, Indonésia e Filipinas. Em 2013, o KakaoTalk começou a exibir propagandas de televisão na Indonésia, Filipinas e Vietnã com o grupo sul-coreano Big Bang servindo de celebridade promocional. Nos anúncios, celebridades locais e o Big Bang aparecem juntos para promover o KakaoTalk. No fim de 2013, a Indonésia se tornou o país com mais usuários do KakaoTalk, depois da Coreia do Sul. O ex-co-CEO do KakaoTalk, Sirgoo Lee, afirmou: "Aumentamos a base de usuários em mais de 25 vezes em um ano, por isso espero que continuemos nesse ritmo". O KakaoTalk adaptou seus serviços ao ambiente local, colaborando com designers e empresas locais para gerar "conteúdo específico da Indonésia".
Em fevereiro de 2014, o KakaoTalk foi lançado para dispositivos Nokia Asha 500, 501, 502 e 503, expandindo seu alcance para usuários de um público mais amplo.